# Історія Лукова
Луків (Колишня назва с. Луково (1537), Мацеїв (1557), Мацеїв (1940), Луків (1946)) (пол. Maciejów) — селище міського типу в Україні в Турійському районі Волинської області. Луків, який є центром Луківської селищної ради, розташований за 22 км на північний захід від районного центру і за 2 км від залізничної станції Мацеїв. Населення — 3 тис. (2005).

## 1537-1795: ЗаснуванняЛукова. У складіКоролівства ПольськоготаРечі Посполитої

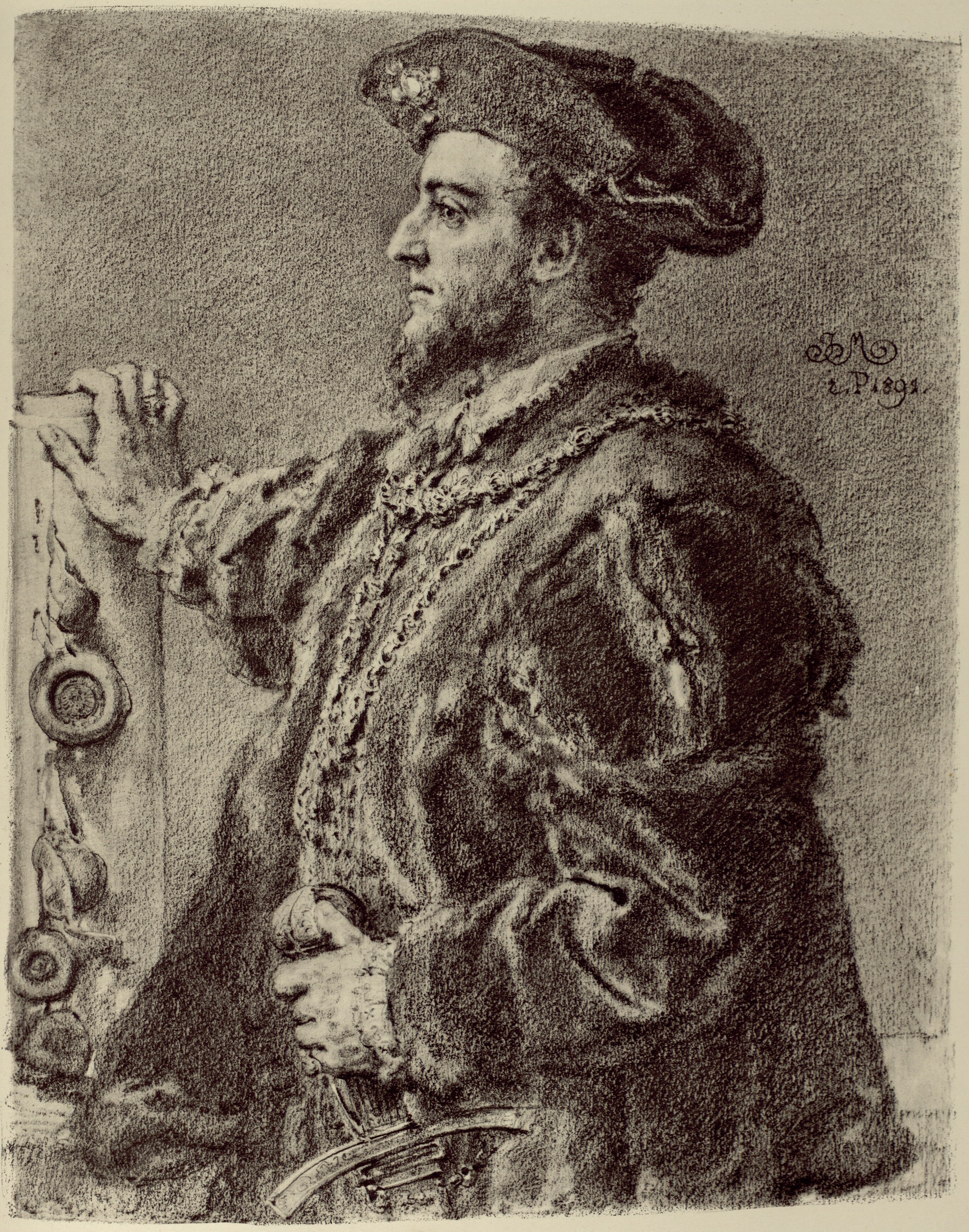
Сигізмунд II Август

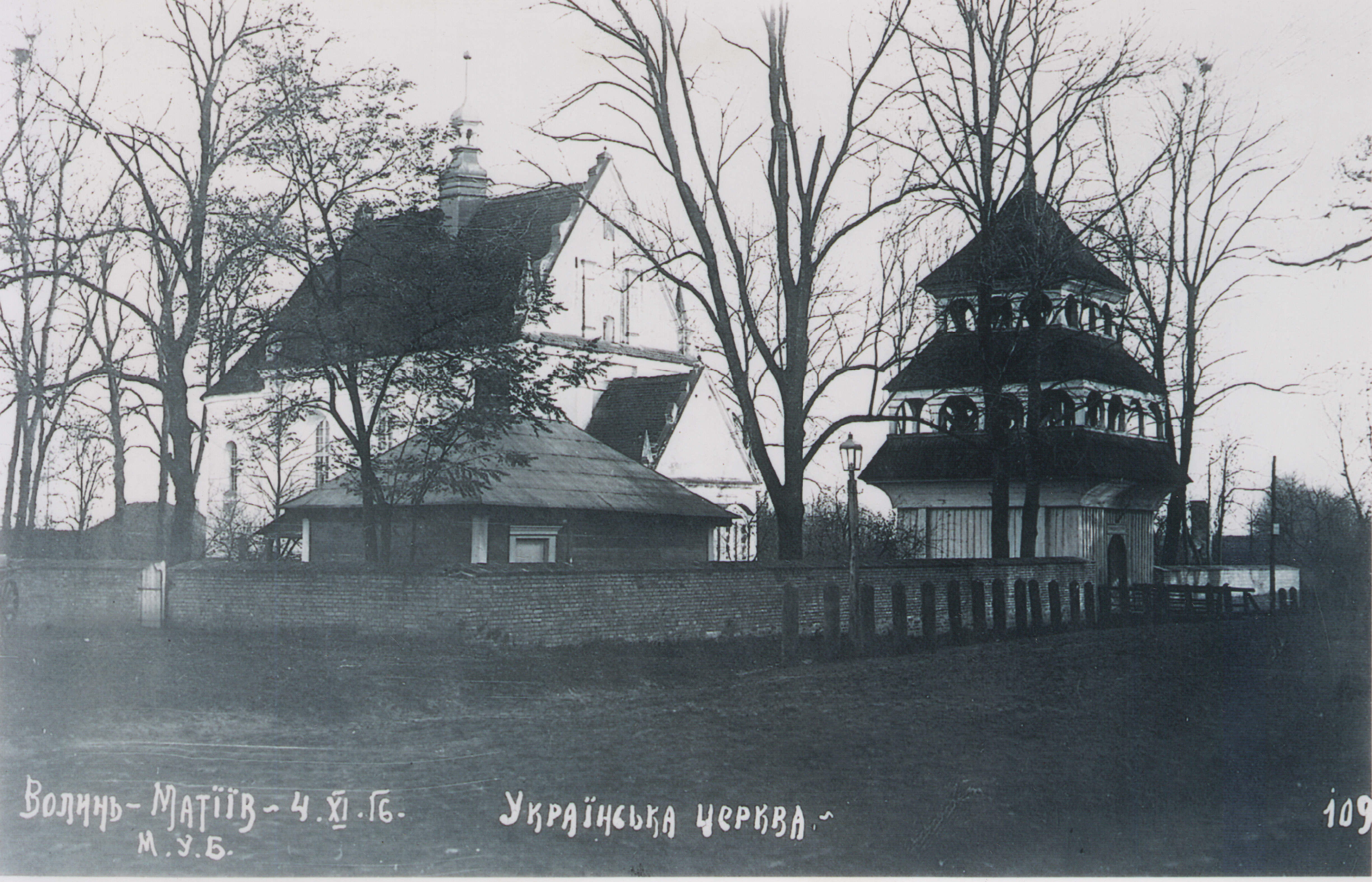
Параскевська церква та дзвіниця, збудовані в Лукові у 1723 році. Збереглися до нашого часу. Фото 04.11.1916

Луків — одне з найцікавіших місць в околицях Ковеля. Перша письмова згадка про Луків (тоді — село Лукове) датована 1537 роком. В той час воно належало Холмській землі. Село Лукове було спадковим володінням місцевих православних дворян Матвієвих (Матвієвських), які дуже рано ополячились і окатоличились і стали іменуватися Мацейовськими (Мацієвськими). Коли в 1557 р. тодішньому власнику Лукова, надвірному коронному маршалу польського короля Сигізмунда ІІ Августа С. Мацейовському, польським королем Сигізмундом ІІ Августом був наданий дозвіл на перейменування Лукова на Мацеїв, село здобуло статус містечка, і в цьому ж році йому було дароване магдебурзьке право, що до деякої міри звільнило його від управління і суду воєвод, каштелянів, старост та інших чиновників. Мацеїву дозволили запровадити 3 ярмарки на рік і один щотижневий базар, також дозволили збудувати замок.
1568 р. містечко від Станіслава Мацейовського перейшло до князя Андрія Вишневецького. Після смерті 1594 р. доньки князя А. Вишневецького — Ганни — Мацеїв перейшов до рук її чоловіка Миколи Сапіги та їхнього сина Фридерика, пізніше, у 1630-х рр., до дружини останнього — Єви Сапіжиної.
1680 р. Мацеїв придбав Атаназій Мйончинський і протягом понад двох століть містечко було центром феодальних володінь графів Мйончинських. Атаназій був родоначальником сенаторської гілки родини і творцем її багатств, а також блискучим офіцером військ Яна ІІІ Собєського і учасником битв за Відень 1683 року. Він згромадив у своїх руках чималі статки, а головною садибою був Мацеїв із родовим замком у ньому. Замок і численні господарські будівлі були збудовані працею кріпаків. Також на спорудженні замку працювали турки, взяті в полон у 1683 році під Віднем. За місцевою легендою, саме у підземеллях замку воєвода сховав численні скарби, привезені з-під Відня, які потім безуспішно шукали усі наступні власники резиденції.
Тут Мйончинський мав винокурний завод який випускав щороку продукції на 4800 крб., шкіряний — з річною продукцією на 1000 крб. і свічковий — на 350 крб.
У 18 столітті маєток Мйончинських «Мацейовщина» виріс до 20 сіл, за рахунок них утримувався палац, що родина збудувала в головній своїй резиденції на місці старого замку посередині чотиригранника оборонних замкових мурів. Палац спроектував архітектор із Дрездена М. Д. Пепельман. Поруч з ним був створений «англійський» парк. Парк і палац частково збереглися до нашого часу, про колишній замок нагадують вали, оборонні рови з водою, а також перекинений через них кам'яний міст.

## 1795-1914: У складіРосійської імперії
В 1795 р. після 3-го поділу Польщі Мацеїв разом з усією Західною Волинню потрапляє до складу Російської імперії.
У першій половині 19 століття в містечку щороку відбувалося 6 одноденних ярмарків, де реалізовувалося товарів на 15-16 тис. крб. Ярмарки давали Мйончинському великий зиск, а ще більший — продаж сільськогосподарської продукції, зокрема пшениці, значну частину якої він вивозив за кордон.
У 30-40-ві роки 19 століття Мацеїв був порівняно великим населеним пунктом, значним торговельним і ремісничим центром. У 1838 році тут налічувалося 279 дворів і близько 2 тис. населення, переважну більшість якого становили міщани — українці і євреї, а решта — селяни-кріпаки.
У 1870 році в містечку нараховувалося 240 будинків і мешкало 1035 жителів. У цей час Мацейов прикрашали мурована церква, два костьоли, синагога, дві каплиці, діяли три цегельні, шість грабарень, дві миловарні, ґуральня і броварня.
У 70-х роках 19 століття через містечко було прокладено залізницю, що сполучила його з Ковелем та Любомлем, і побудовано станцію Мацеїв. Зросла кількість промислових підприємств, найбільшими з них були винокурний завод, паровий млин та вапнярня. Середньорічна вартість продукції цих підприємств дорівнювала 163 тис. крб.
Наприкінці 19 століття Мацеїв був також важливим центром шкіряного виробництва Волинської губернії. В 1896 році, наприклад, вартість шкіри, виробленої підприємствами містечка, становила 3650 крб., тобто зо 50 років збільшилася в 4 рази.

Палац в Мацейові, споруджений Мйончинськими у 18 столітті. Поштова листівка, 1938 р.

На початку 20 століття в Мацеєві налічувалося 8 мануфактурних та 37 інших крамниць, щорічно відбувався ярмарок. Тут діяли поштова контора з телеграфом, сільська каса, а також лікарня на 16 ліжок і аптека. В 1882 році в Мацеєві було відкрито сільське училище, яке в 1904 році реорганізовано на двокласне народне училище. В 1913 році тут навчалося 203 учні. При школі працювала невелика бібліотека для дорослих.
У руках Мйончинських Мацієвський палац був до 1903 року, коли останній з Мйончинських — Ксаверій — продав оброслий боргами маєток (включав, опріч будинків, ще й 14,5 десятин землі, великий сад, город) адміністрації православної Петербурзької духовної семінарії за 40 тис. рублів. Після його продажу тут до австро-угорської окупації знаходилося Милецьке духовне училище, в якому навчались лише хлопчики з православних сімей.
У 1911 році в Мацеєві проживало понад чотири тисячі мешканців, з них більше половини — євреї. Там розташовувались волосне управління, міська управа, пошта, телеграф, суд, духовне училище, двокласна школа. Містечко обслуговували 42 крамниці, підприємство з виготовлення вапна, паровий млин, завод, на якому виготовляли черепицю.

## 1914-1939:Перша світова війна. Міжвоєнний період, швидка зміна влади. Під владоюДругої Речі Посполитої
Під час Першої світової війни близько 60 % чоловічого працездатного населення віком від 20 до 50 років було мобілізовано в царську армію. При наближенні фронту у серпі 1915 року царська влада примусово відселили на схід частину населення, а села палили, щоб залишити ворогові пустелю.
Влітку 1915 року Мацеїв захопили австро-німецькі війська. 1916 року публіцист Дмитро Вітовський створив у Мацеїві перший на Волині осередок українського товариства «Просвіта», який діяв до захоплення містечка поляками після 1918 року. З 1917 року у складі УНР. У серпні 1920 року частини Червоної Армії захопили містечко. Тут було встановлено Радянську владу, але у вересні 1920 року Мацеїв знову захопили польські війська, і він перебував під владою буржуазно-поміщицької Польщі до вересня 1939 року. Адміністративно містечко Мацеїв належало до Ковельського повіту Волинського воєводства.
У міжвоєнний час у Мацеївському палаці розмістили католицький жіночий монастир Непорочниць з каплицею, школою і семінарією.

## 1939-1944: У періодДругої світової війни. В складіСРСР, німецька окупація, визволення
У 1939 році на територію Західної України вступила Червона Армія і з вересня 1939 року Мацеїв — у складі УРСР. З приходом червоноармійців польські службовці, залишивши Мацеїв, виїхали в Польщу. У 1940 році радянська влада надала йому статус селища міського типу, з цього ж року Мацеїв — адміністративний центр Мацеївського району Волинської області. Згідно з Указом Президії Верховної Ради УРСР про ліквідацію повітів і створення районів у січні 1940 року відбулися вибори до місцевих органів Радянської влади. Тоді дві третини мешканців селища були євреями, більшість з яких загинула під час війни у місцевому гетто.
27 червня 1941 р. Мацеїв окупований німцями, адміністративно був підпорядкований до Ковельського округу генерал-комісаріату «Волинь-Поділля» рейхскомісаріату «Україна». В перший день війни селище було обомбордироване, знищено побудовану в 70-х рр. 19 століття залізницю Ковель-Любомль, перетворено костел св. Анни на руїни. 
У березні 1943 року Мацеїв атакував загін УПА. 103-й батальйон шуцманшафту, якому було поставлено завдання ліквідувати «банду», дезертував та приєднався до повстанців. 
У липні 1944 року 27-а гвардійська стрілецька дивізія під командуванням генерал-майора В. С. Глібова зав'язала бої на підступах до Мацеїва. А вже 18 липня 1944 року селище і залізнична станція були визволені від німецько-фашистських окупантів. Мацеїв знову під владою СРСР.

## 1944-1991: Післявоєнний період
11 грудня 1944 року вийшов перший номер районної газети, яка з березня 1945 року почала називатися «Вільне життя». В 1944 році став до ладу один цех крейдяного комбінату. У вересні 1944 року відкрилася районна лікарня. Розпочалося навчання в школі. Знову розгорнулася робота по ліквідації неписьменності. На кінець 1947 року неписьменність серед дорослого населення було ліквідовано.
В 1946 р. селище знову перейменували (була повернена початкова назва) на Луків, Мацеївський район також перейменували на Луківський. Назва Мацеїв залишилася за залізничною станцією.
Селище було досить розвинено, тоді діяли пекарня, млин, молокозавод, гончарний цех, меблева фабрика, на повну потужність працювали комбінат будівельних матеріалів, льононасіннєва станція, ПМК, АТК.
З 1959 року, внаслідок ліквідації Луківського району, селище ввійшло до складу Турійського району.

## Після 1991: У незалежнійУкраїні
З 1991 року, після розпаду СРСР, Луків — в незалежній Україні.
Зараз в Лукові майже не залишилося промислових підприємств. З 90-х років 20 століття селище занепало.
До нашого часу зберігся костел Святих Станіслава і Анни та храм Святої Параскеви, які є пам'ятками архітектури національного значення, а також давня резиденція Мйончинських.
Нині жителі селища власними силами намагаються відновити колишній статус славного містечка, яке не втрачає свою актуальність і на сьогодні.